# Atari 7800
Atari 7800 är en spelkonsol tillverkad av Atari. Den skulle egentligen ha lanserats 1984 och såldes i begränsad upplaga i Kalifornien det året, innan den drogs in efter att Jack Tramiel tagit över företaget. Maskinen stoppades därefter i malpåse fram till 1986, då den åter lanserades för att rida på den nya konsolvåg som dragits igång av Nintendos NES. Atari 7800 var ursprungligen skapad för att ersätta Atari 5200 och få tillbaka marknadsandelarna som spelkonsolerna Intellivision och Colecovision tagit. Atari 7800 hade enkla digitala joystickar, var bakåtkompatibel med Atari 2600 och var billig. Maskinen kostade på den tiden ungefär 1 200 kronor men tekniskt kunde den aldrig konkurrera med Nintendo NES och senare Sega Master System, grafikmässigt var den likvärdig men ljudchippet var exakt samma som satt i Atari 2600 och hopplöst föråldrat och spelutvecklingen var aldrig i närheten av de titlar som NES och Sega erbjöd.
Atari 7800 blev den sista bakåtkompatibla konsolen till år 2000, då Sony Computer Entertainment (numera Sony Interactive Entertaiment) lanserade Playstation 2. Bakåtkompatibilitet innebär att man kan spela spel skapade för en tidigare konsol.

## Specifikationer
- CPU: Custom 6502C, 1,79 MHz
- RAM: 4 kB
- ROM: 144 kB
- Grafikklockfrekvens: 7,16 MHz

### Fotnoter
1. ↑  ”Do you dare to dream” (på engelska). Guardian. https://www.theguardian.com/technology/1999/oct/14/onlinesupplement. Läst 24 maj 2017.